# 해운대 극비
《해운대 극비》는 1988년 7월 31일에 MBC TV에서 방영되었던 베스트셀러극장이다.

## 출연
- 강상구
- 강인덕
- 국정환
- 권경숙
- 김은미
- 김인태
- 노정아
- 문용민
- 문회원
- 박윤선
- 양택조
- 오경아
- 이경호
- 이기영
- 이무정
- 이보화
- 이휘향
- 전국환
- 정명환
- 최민경
- 태일